# John Brompton
Pour les articles homonymes, voir Brompton (homonymie).
John Brompton (mort vers 1464) est un moine cistercien, abbé de l'abbaye de Jervaulx à partir de 1436.
On lui attribue une chronique médiévale anglaise couvrant la période de 588 à 1199. Cette chronique serait en fait une compilation anonyme que l'on date du XIVe siècle en raison de ses références à Ranulf Higdon, et que Brompton aurait faite copier pour la bibliothèque de son monastère.